# Фергюсон, Мартин
Мартин Джон Фергюсон (род. 12 декабря 1953, Сидней, Австралия) — австралийский политик. С марта 1996 года является членом Палаты представителей.

## Ранние годы
Родился в Сиднее. Является сыном известного австралийского политика Джека Фергюсона.